# Indonesiska
Indonesiska (Bahasa Indonesia) är det officiella språket i Indonesien. Det är en variant av malajiska, och likheten mellan de två språken uppskattas till över 80 % och kan närmast jämföras med skillnaden mellan svenska och norska. En person med indonesiska som modersmål förstår malajiska till nöds, och vice versa.
Ordet "bahasa" betyder på svenska "språk", "tungomål".
Indonesiska skrivs vanligen med det latinska alfabetet, i mindre utsträckning även med det arabiska alfabetet. Det skrivs även på braille för synskadade.
Idag växer antalet talare av indonesiska extremt snabbt, på bekostnad av de mindre lokalspråken i landet.
Indonesien var tidigare en holländsk koloni, vilket medfört att en del nederländska ord finns kvar som lånord i dagens indonesiska. Språket har dock långt många fler lånord från arabiska och sanskrit. 
I västvärlden används bahasa ibland[källa behövs] felaktigt synonymt med "indonesiska" och i viss mån även "malajiska", men på dessa språk heter även andra språk Bahasa; svenska heter till exempel på indonesiska Bahasa Swedia ("Sveriges språk") och på malajiska Bahasa Melayu.